# Egidio Grego
Egidio Grego (Orsera, 23 gennaio 1894 – Jesolo, 23 novembre 1917) è stato un militare e aviatore italiano, insignito di quattro medaglie al valor militare di cui due d'argento.

## Biografia
Nato in una famiglia italiana nella cittadina istriana di Orsera, nel 1894, allo scoppio della prima guerra mondiale nel 1914 viene chiamato alle armi dall'esercito austro-ungarico, e destinato alla scuola allievi ufficiali a Gorizia. Quando l'Italia dichiarò guerra all'Austria-Ungheria il 24 maggio 1915, Grego disertò il reparto e, assieme al cugino Ernesto Gramaticopulo, attraversò a nuoto la frontiera italo-austriaca sullo Judrio. Una volta raggiunta Bologna si arruolò nel Regio Esercito e per questioni di sicurezza modificò il suo nome. Inquadrato nel 35º reggimento fanteria della Brigata "Pistoia", nel luglio 1915, durante la prima battaglia dell'Isonzo, Grego combatté sulla testa di ponte austriaca del Podgora guadagnandosi una medaglia di bronzo al valore. Fu così promosso ufficiale e trasferito al 74º Reggimento fanteria "Lombardia". Nel giugno dell'anno seguente Grego guidò un reparto di mitraglieri durante l'offensiva austro-ungarica sull'Altopiano di Asiago. In quest'occasione fu fatto prigioniero e, pur non essendo stato riconosciuto, riuscì ad evadere e ritornare sulle linee italiane. Nel luglio dello stesso anno riuscì a farsi inquadrare come osservatore nella 253ª Squadriglia della neonata aviazione militare italiana.
Nella primavera 1917 è Tenente osservatore della 253ª Squadriglia.
Il 2 maggio 2 Macchi L.3 (su cui vi era anche Grego) lanciano bombe vicino a San Sabba di Trieste.
Il 25 maggio il Macchi del 2° Capo timoniere Luigi Zoni e di Grego, impegnato nella scorta del Motoscafo armato silurante (MAS) del Tenente di vascello Luigi Rizzo (che il 10 giugno 1918 affonda su MAS 15 lo SMS Szent István), costringe ad ammarare un idro tipo A, che lo aveva attaccato a 7 miglia ad est di Muggia, nel porto di Trieste.
Il 23 settembre il Macchi del volontario motonauta pilota Giovanni Ravelli e Grego viene attaccato da due idrocaccia Oeffag H FB (A-11), tra cui vi era l'asso Gottfried von Banfield e con il motore colpito riesce a tornare a Grado.
Dopo Caporetto, partecipa alla difesa del Piave, dove troverà la morte il 23 novembre 1917 abbattuto in un duello aereo dall'Albatros D.III di Franz Gräser, asso dell'aviazione con 18 abbattimenti.

## Ricordi postumi
- L'Aeroporto di Gorizia, per qualche anno, fino al 1942, fu intitolato alla sua persona.
- A Grado, gli è stata dedicata una via.
- Nel 2015, è stato pubblicato il libro Egidio Grego e le stazioni idrovolanti di Grado scritto da Giorgio Storni.
- Il nucleo di Jesolo dell'Associazione Arma Aeronautica porta il suo nome.